# Eugène Maës
Eugène Maës (París, 15 de setembre de 1890 - Ellrich, 30 de març de 1945) va ser un futbolista francès que destacà a l'equip del Red Star i morí en un camp de concentració a Alemanya. Eugène Maës començà a jugar al futbol amb uns companys el 1902 al jardí de Luxemburg a París, abans d'entrar al Patronage Olier, un club parisenc el 1905 en el qual ocupava la posició de davanter central.